# Крутая добыча
«Крутая добыча» (англ. The Heist) — криминальный боевик 2000 года режиссёра Курта Восса с Айс-Ти и Люком Перри в главных ролях. Был выпущен сразу на видеоносителе 14 августа 2001 года.

## Сюжет
Когда Джек, мелкий преступник, ранее терпевший систематическое жестокое обращение со стороны своего отца, вышел из тюрьмы после шестимесячного отбывания наказания за участие в краже телевизора, ему было больше некуда податься, кроме как к своему брату Мо, нищему джазовому музыканту, незаконно живущему наверху здания. Внезапно в их жизни появилась новая перспектива, когда они наблюдали ограбление припаркованной бронемашины тремя чернокожими матёрыми преступниками. Джек лишь «положил глаз» на гору наличности, которая могла бы мгновенно превратить их в сверхбогатых людей, и для него стал сюрпризом имевшийся у брата пистолет, просто так — «на всякий случай»; однако Мо вёл себя сдержанно, до тех пор пока они не встретили блондинку, руки которой оказались в наручниках, и он решил рискнуть, спасая её. Один из троих бандитов, Трент, обезбашенный даже по их стандартам, убегает, но возвращается с несколькими напуганными им белыми. Теперь уже слишком много оружия и желающих получить деньги, так что до окончания сюжета фильм идёт без утомительного подсчёта тел и счастливый конец кажется маловероятным.

## В ролях
| Актёр             | Роль          |
| ----------------- | ------------- |
| Люк Перри         | Джек          |
| Айс-Ти            | Си-Ноут       |
| Ричмонд Аркетт    | Мо            |
| Эми Локейн        | Люси          |
| Деандре Бондс     | Трент         |
| Фаустино, Дэвид   | Чак           |
| Билли Рик         | Джуниор       |
| Джефф МакДональд  | мороженщик    |
| Роберт Уиздом     | Слим          |
| Джордж Фишер      | Нельсон       |
| Стейси Мак-Гленон | Миша          |
| Кендес Сибли      | второй бармен |
| Николас Уолкер    | Билли         |
| Рита Вудмэн       | мать          |

## Дополнительная информация
- Премьера фильма состоялась 17 апреля 2000 в Германии и 14 августа 2001 года в США.
- Рабочим названием фильма (в США) было The Metal Box («Металлическая коробка»).

В других странах фильм вышел под названиями:
- Armés et dangereux во Франции
- Impatto letale в Италии
- O Assalto в Бразилии
- Shot Down в Германии